# Anadoras
Anadoras — рід прісноводних риб з родини Бронякові ряду сомоподібних. Має 4 види.

## Опис
Загальна довжина представників цього роду коливається від 11 до 15 см. Голова масивна і трохи сплощена з сильно окостенілим черепом. На морді є 3 пари помірно довгих вусиків. Тулуб кремезний, звужується до хвостового плавця. Уздовж бічної лінії є добре розвинені кісткові грудки, які утворюються колючими щитками. Спинний плавець має 4—6 променів з шипом на першому, з короткою основою. Жировий плавець невеличкий. Грудні плавці широкі, довгі, з сильними шипами. Черевні плавці невеличкі. Анальний плавець помірно довгий, високий. Хвостовий плавець сильно та глибоко розрізаний.
Забарвлення сталеве, сірувате або коричнювате.

## Спосіб життя
Біологія погано вивчена. Воліють повільні водойми, мулисті ґрунті. Активні вночі. Вдень ховаються у схованках. Живляться різними водними безхребетними.

## Розповсюдження
Поширені в басейні річок Амазонка, Ояпок, Маморе і Парагвай. Також зустрічаються у водоймах Аргентини — басейні річки Ла-Плата, річці Парана.

## Види
- Anadoras grypus
- Anadoras insculptus
- Anadoras regani
- Anadoras weddellii